# Бандейра
Банде́йра (порт. Bandeira) — горная вершина в Бразилии.
Является третьим по высоте горным пиком в стране, Бандейра находится на востоке Бразилии, на территории национального парка Капарау на границе штатов Минас-Жерайс и Эспириту-Санту. Высота — 2891,98 метров над уровнем моря. Пик является одним из самых холодных в Бразилии. Температура на вершине зимой может опускаться до −10 °C.

## Информация
Бандейра расположена на территории Национального парка Капарао, на границе муниципалитетов Ибитирама (штат Эспириту-Санту) и Алту-Капарао (штат Минас-Жерайс).
Название горы переводится с португальского как «Флаг» — в 1859 году император Педру II повелел установить на самой высокой, как тогда считалось, горе страны флаг, что подчёркивало бы величественность империи.